# Florian Dubos
Florian Dubos est un guitariste et chanteur français né le 26 mars 1980 à Saint-Germain-en-Laye dans une famille de musiciens. Il est également surnommé Flo.
Il joue d'abord dans le groupe Kyo avec lequel il sortira trois albums : l'album homonyme Kyo en 2000, Le Chemin en janvier 2003 et 300 lésions en décembre 2004 ; puis dans le groupe Empyr, avec Benoît Poher (Kyo), Benoît Julliard (ex-Pleymo), Jocelyn Moze (ex-Vegastar) et Fred Duquesne (ex-Watcha). Empyr a sorti un album, intitulé The Peaceful Riot le 12 mai 2008, ainsi qu'un deuxième album, Unicorn sorti en avril 2011. Les influences de Dubos viennent de groupes de rock tels que KoЯn, Soundgarden, Radiohead ou Nirvana mais aussi Jeff Buckley. Après avoir tenu la basse sur plusieurs titres de Kyo, notamment sur Dernière Danse, il s'est ensuite concentré sur la guitare.
Il est guitariste du groupe Kyo, formé avec son grand frère, Fabien Dubos (batteur), et deux amis Benoît Poher et Nicolas Chassagne rencontrés au Collège Notre-Dame « les Oiseaux ».
Début 2014, le groupe Kyo annonce son retour, le groupe Empyr est donc en pause.
Son retour avec le groupe Kyo a lieu le 24 mars 2014 avec la sortie de l'album L'Équilibre,.